# Maestro di Meßkirch
Il Maestro di Meßkirch, o Meister von Meßkirch (fl. XVI secolo), è stato un pittore anonimo tedesco attivo nell'Alto Reno svevo, nella prima metà del XVI secolo.
Forse si tratta del pittore tedesco Peter Strub von Vertagen (morto nel 1540), fratello del pittore Hans Strub.
Indipendentemente dalla sua identità fu probabilmente discepolo di Hans Schäufelin.
L'artista deve il suo nome alla decorazione dell'altare maggiore e degli otto altari per la collegiata di Meßkirch, su commissione del duca Gottfried Werner von Zimmern, tra il 1530 ed il 1538.
Per gli otto altari vennero realizzati altrettanti altari a portelle, ora dispersi, che hanno nella tavola centrale una scena tratta dalla Passione di Cristo, tra cui Cristo nell'Orto, la Deposizione, entrambe conservate a Berlino, la Flagellazione di Karlsruhe e la Salita al Calvario di Norimberga; mentre sulle portelle figure di Santi, a tutt'oggi ne sono state identificate cinquantuno su sessanta, sparse in varie collezioni sia europee che americane 
Del 1538 è la tavola con l'Adorazione dei Magi per l'altar maggiore della collegiata e ora in loco.